# Martin Peikert
Pour l’article homonyme, voir Patrick Peikert.
Martin Peikert, né le 5 avril 1901 à Zoug et mort le 3 septembre 1975  à Zoug, est un affichiste suisse.

## Biographie

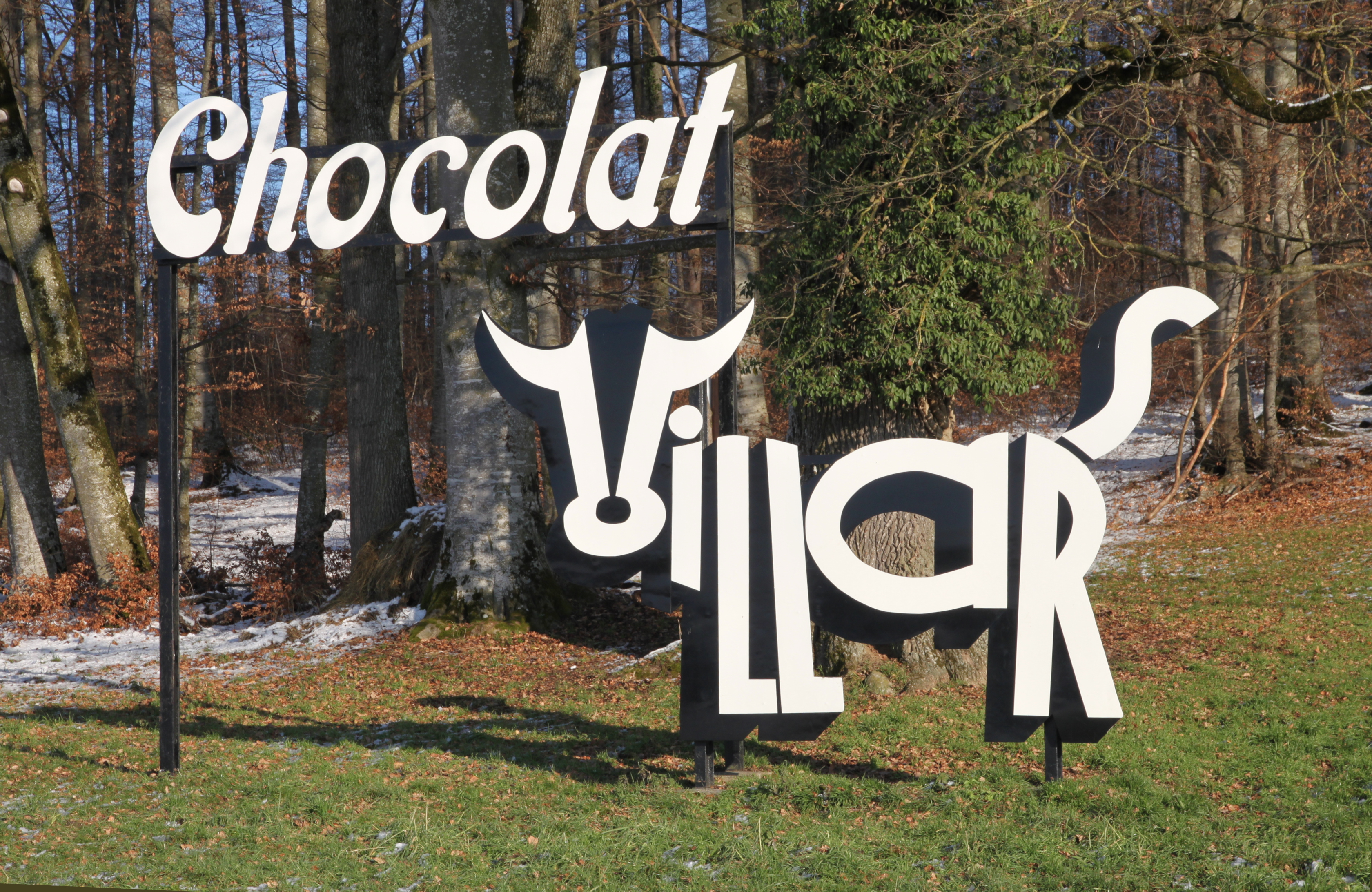
La vache de Villars

Martin Peikert a grandi à Zoug en tant que deuxième aîné de trois frères et sœurs. Son père, l'architecte Carl Peikert, était originaire de Grünberg en Silésie (aujourd'hui en Pologne). Sa mère, également allemande, était originaire de Cannstatt (aujourd'hui Stuttgart). En 1899, la famille est venue en Suisse et s'est installée à Zoug. Le père a ouvert un bureau d'architecte et un atelier de menuiserie. Les affaires étaient bonnes. Carl Peikert s'est fait un nom en Suisse centrale, notamment avec les bâtiments préfabriqués. Les enfants ont reçu une solide éducation.
En 1920, il suit les cours de l’École des Beaux-Arts de Genève.
En 1923, Peikert retourne à Genève, où il travaille comme illustrateur publicitaire et décorateur pour un grand magazine. En 1925, il trouve un emploi chez Orell Füssli à Zurich, qui l'engage pour le tout nouveau journal illustré d'Orell Füssli intitulé Orell Füsslis illustrierte Wochenschau. Il a conçu de nombreuses pages de titre, de gros titres et de publicités. C'est là qu'il a créé des affiches pour la première fois. À l'époque, il s'agissait du genre le plus prestigieux de la profession de graphiste. En 1927, Peikert ouvre son propre studio à Zoug. Il continue à recevoir des commandes d'Orell Füssli, notamment pour des affiches et des travaux en rapport avec le journal illustré Wochenschau. Bientôt, il reçoit également ses premières commandes pour le tourisme dans les Grisons. À partir de 1928, il reçoit des commandes de grandes entreprises zurichoises telles que des maisons Fritsch et Henkel.
En 1929, il épouse la Néerlandaise Henriette Koopman. Deux enfants sont nés de ce mariage. À cette époque, Peikert conçoit des affiches, des dépliants touristiques et des brochures, pour la conception desquels il inclut sa femme dans la composition. Après son divorce en 1939, Peikert s'installe à Lonay avec ses deux enfants. En 1945, il s'installe à Vevey et épouse Suzy Borboën, originaire de Genève. Ce mariage a donné naissance à une fille.
Après des années fructueuses en Suisse romande, il est revenu à Zoug en 1951. Il a continué à y travailler pendant longtemps, notamment pour Chocolat Villars. Peikert est décédé à Zug en 1975.